# Evangelische Kirche (Grodków)

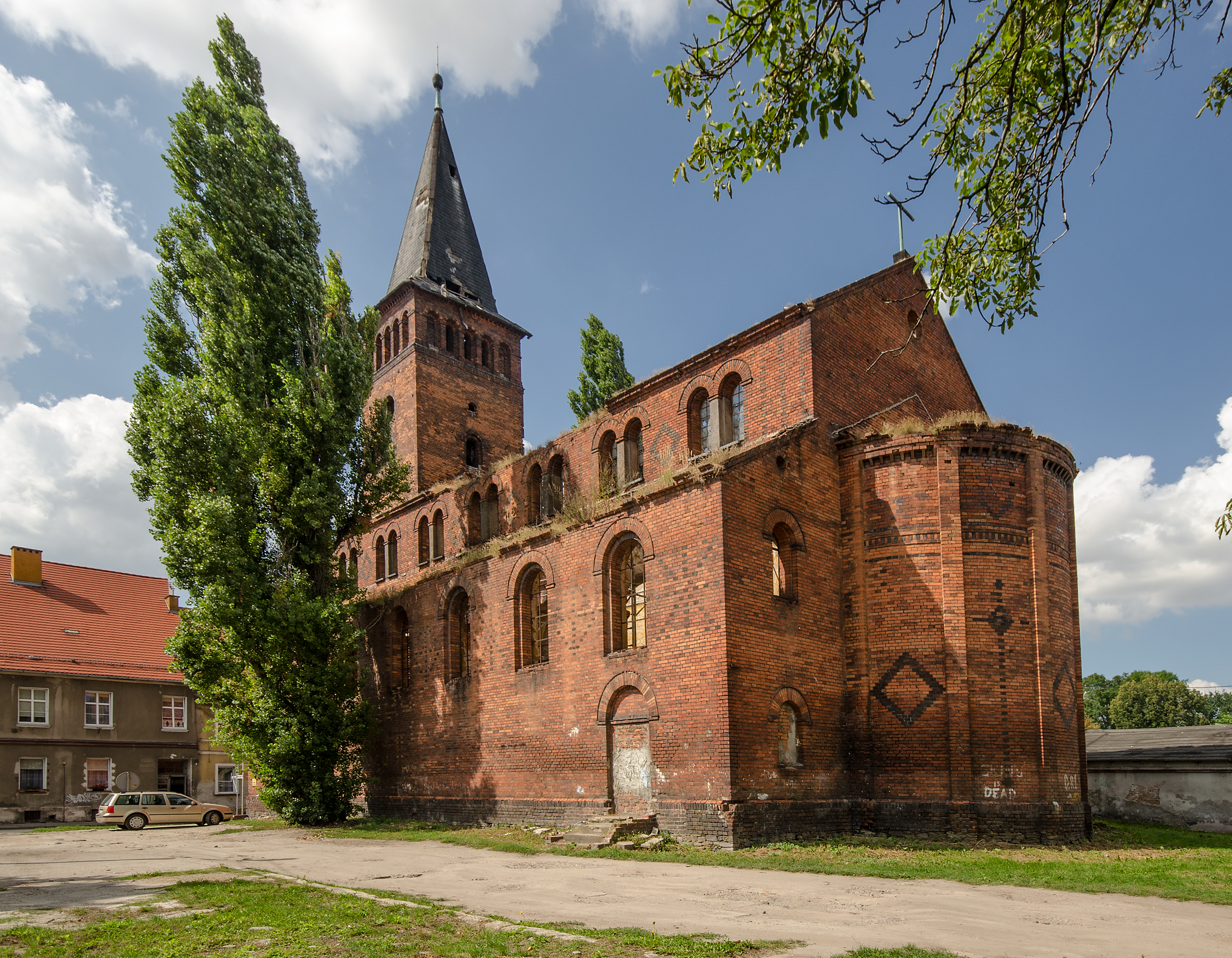
Grodków, evangelische Kirche (2013)

Die Evangelische Kirche (poln. Kościół ewangelicki) ist ein ruinöses Kirchengebäude in der schlesischen Stadt Grodków (deutsch Grottkau). Es steht in der nordöstlichen Altstadt an der ul. Chopina Fryderyka (bis 1945 Briegerstraße).

## Geschichte und Architektur
Eine erste evangelische Kirchengemeinde wurde 1766 in Grottkau gegründet. Diese baute eine erste evangelische Kirche, die bereits Anfang des 19. Jahrhunderts zerstört wurde. 
1845 begann der Bau der neuen evangelischen Kirche aus Backstein im neoromanischen Stil als dreischiffige Backsteinbasilika, die 1847 eingeweiht wurde. Ergänzt wurde das von Friedrich August Stüler entworfene Bauwerk durch den 39 m hohen Glockenturm an der Westseite. 
Die Kampfhandlungen während des Zweiten Weltkriegs um Grottkau im Frühjahr 1945 überstand das Gebäude ohne Zerstörungen. Zwischen 1945 und 1946 wurde die Kirche zunächst als katholisches Gotteshaus genutzt, da man die Schäden an der Stadtkirche St. Michael beseitigte. Zwar gab man 1946 das Gebäude an die evangelische Gemeinde zurück, jedoch wurde es durch den Schwund der evangelischen Gemeindeglieder in den Folgejahren vernachlässigt und verfiel zur Ruine. 
Seit 1990 steht das Kirchengebäude unter Denkmalschutz. 2013 begannen erste Erhaltungsmaßnahmen am Gebäude, wobei der Turmhelm wiederhergestellt wurde.